# Isabelle Caullery
Isabelle Caullery este un om politic francez, membru al Parlamentului European în perioada 1999-2004 din partea Franței. 
1. 1 2  French National Directory of Representatives, 9 April 2019[*] Verificați valoarea |titlelink= (ajutor)
2. ↑  Deputații în Parlamentul European